# Edwin Rahrs Vej (motortrafikvej)
 Edwin Rahrs Vej  er en vej i Brabrand fra Åby Ringvej til motorvejen mod Silkeborg, hvoraf ca. er 1,6 km er to-sporet motortrafikvej, der går fra Herningmotorvejen til Aarhus V. Motortrafikvejen er en vestlig indfaldsvej indtil Aarhus, og blev anlagt i 2003 og skabte forbindelse til motorvejen, samtidig med åbningen af Herningmotorvejen mellem Aarhus og Låsby. 
Vejen starter i den store rundkørsel hvor Herningmotorvejen slutter og føres mod øst. Vejen passerer Logistikparken, hvor der er forbindelse til et erhvervsområde og Logistikparken Aarhus. Vejen forsætter derefter, og passerer jernbanen mellem Aalborg og Aarhus. Den forsætter nord om Brabrand og ender i Åby Ringvej (kaldet ydre ringvej). .